# Едгар (Небраска)
Едгар (енгл. Edgar) град је у америчкој савезној држави Небраска.

## Демографија
По попису из 2010. године број становника је 498, што је 41 (-7,6%) становника мање него 2000. године.
| Група             | 2000.       | 2010.       |
| Белци             | 525 (97,4%) | 480 (96,4%) |
| Афроамериканци    | 3 (0,6%)    | 0 (0,0%)    |
| Азијати           | 1 (0,2%)    | 0 (0,0%)    |
| Хиспаноамериканци | 4 (0,7%)    | 13 (2,6%)   |
| Укупно            | 539         | 498         |